# Голоцен
Голоце́н (греч. ὅλος — «целый, весь» + καινός — «новый») — современная геологическая эпоха четвертичного периода, сменившая плейстоцен 11 720 ± 99 лет назад. Знаменует собой начало текущего межледникового периода.
Палеонтологи не выделяют отдельных этапов развития фауны в плейстоцене или голоцене (см. также ниже ). Перемещение континентов за последние 10 000 лет было незначительным — не более чем на километр (меньше 100 мм/год). В то же время уровень моря поднялся примерно на 35 метров в результате таяния ледников..

## Периодизация
| Эпоха                                          | Климатическая стадия                           | Подстадия                                      | Начало (примерно), лет назад                   | Ярус (век) по IUGS (декабрь 2024) |
| ---------------------------------------------- | ---------------------------------------------- | ---------------------------------------------- | ---------------------------------------------- | --------------------------------- |
| Голоцен                                        | Субатлантик                                    | Похолодание                                    | 800                                            | Мегхалайский                      |
| Голоцен                                        | Субатлантик                                    | Потепление                                     | 1800                                           | Мегхалайский                      |
| Голоцен                                        | Субатлантик                                    | Похолодание                                    | 2600                                           | Мегхалайский                      |
| Голоцен                                        | Суббореал                                      | Похолодание                                    | 3200                                           | Мегхалайский                      |
| Голоцен                                        | Суббореал                                      | Потепление                                     | 4200                                           | Мегхалайский                      |
| Голоцен                                        | Суббореал                                      | Похолодание                                    | 5700                                           | Северогриппианский                |
| Голоцен                                        | Атлантик                                       | Потепление                                     | ~6000                                          | Северогриппианский                |
| Голоцен                                        | Атлантик                                       | Похолодание                                    | ~7000                                          | Северогриппианский                |
| Голоцен                                        | Атлантик                                       | Потепление                                     | 7800                                           | Северогриппианский                |
| Голоцен                                        | Бореал                                         | Похолодание                                    | 8200                                           | Северогриппианский                |
| Голоцен                                        | Бореал                                         | Потепление                                     | 10500                                          | Гренландский                      |
| Голоцен                                        | Пребореал                                      | Похолодание                                    | ~11000                                         | Гренландский                      |
| Голоцен                                        | Пребореал                                      | Потепление                                     | 11700                                          | Гренландский                      |
| Плейстоцен                                     |                                                |                                                |                                                |                                   |
| Поздний дриас                                  | Похолодание                                    | 12900                                          | Верхний                                        |                                   |
| Только для Северной Европы. Калиброванные даты | Только для Северной Европы. Калиброванные даты | Только для Северной Европы. Калиброванные даты | Только для Северной Европы. Калиброванные даты | п о р                             |

Периодизация голоцена для Северной Европы на основе схемы Блитта — Сернандера представлена на схеме выше.
В 2018 году Международная комиссия по стратиграфии разделила голоцен на три геологических яруса (века): гренландский, северогриппианский и мегхалайский. Наиболее близкая к современности часть, включающая и настоящее время, получила название мегхалайской в честь спелеотем, обнаруженных в пещерном комплексе в штате Мегхалая. Начало эпохи было привязано к возникновению продолжительной засухи примерно в 2250 году до нашей эры.

## Жизнь в голоцене
Жизнь животных и растений незначительно изменялась в течение голоцена, но имеются большие перемещения в их распределениях. Множество больших животных, включая мамонтов и мастодонтов, саблезубых кошек (подобно смилодонам и гомотериям) и гигантских ленивцев, начали вымирать в позднем плейстоцене — раннем голоцене. В Северной Америке многие животные, процветавшие в других краях (включая лошадей и верблюдов), вымирали. Некоторые учёные объясняют сокращение американской мегафауны прибытием предков американских индейцев, другие утверждают, что большее влияние оказало изменение климата.
К этой эпохе относятся, в частности, гамбургская культура, культура Федермессер и Натуфийская культура, в которых возникли древнейшие города мира из существующих в настоящее время, например Иерихон на Среднем Востоке.

## Голоценовое вымирание
Голоценовое вымирание (в некоторых источниках Шестое массовое вымирание) — протекающее в настоящее время одно из наиболее значительных массовых вымираний видов в истории Земли.
Это продолжающееся вымирание видов совпадает с современной эпохой голоцена и, возможно, является результатом человеческой деятельности (по этому поводу у учёных нет устоявшегося мнения). Оно охватывает многочисленные семейства растений и животных, включая млекопитающих, птиц, земноводных, рептилий и членистоногих.
Голоценовое вымирание также известно как «шестое вымирание» в связи с тем, что это, возможно, шестое массовое исчезновение видов после ордовикско-силурийского, девонского, массового пермского, триасового и мел-палеогенового вымираний. Массовые вымирания характеризуются потерей не менее 75 % видов в течение геологически короткого периода времени.

## Голоценовая эра
Голоценовая эра, или человеческая эра, — календарная эра, летоисчисление по которой начинается в 10 000 году до н. э., примерно в начале геологического периода голоцен (более точная оценка — голоцен начинается на 200—400 лет позднее начала голоценного календаря). 2025 год нашей эры соответствует 12025 году голоценовой эры. Голоценовый календарь был впервые предложен Чезаре Эмилиани в 1993 году. Используется при геологическом, археологическом, дендрохронологическом и историческом датировании.